# Daphoeninae
A Daphoeninae az emlősök (Mammalia) osztályának ragadozók (Carnivora) rendjébe, ezen belül a fosszilis medvekutyafélék (Amphicyonidae) családjába tartozó alcsalád.

## Előfordulásuk
Ennek az alcsaládnak a különböző fajai csakis Észak-Amerikában fordultak elő - egyetlen Daphoenodon lelőhellyel Panamában -, körülbelül 42-15,97 millió évvel ezelőtt, azaz a középső eocén és a középső miocén korszakok között.

## Rendszerezés
Az alcsaládba az alábbi 6 nem tartozik:
- Adilophontes Hunt, 2002 - késő oligocén-kora miocén
- Brachyrhynchocyon Scott & Jepsen, 1936 - késő eocén-kora oligocén
- Daphoenictis (Hunt jr, 1974) - késő eocén
- Daphoenodon Peterson, 1909 - kora-középső miocén
- Daphoenus Leidy, 1853 - középső eocén-középső miocén
- Paradaphoenus Wortman & Matthew, 1899 - kora oligocén-középső miocén